# حي دودلي الحضري
حي دودلي الحضري أو منطقة دودلي الحضرية هي منطقة حضرية في ميدلاند الغربية، إنجلترا. تم إنشاؤها في عام 1974 بعد قانون الحكومة المحلية 1972، من خلال دمج مقاطعة دودلي مع بلديات ستوربريدج وهاليسوين.
المستوطنة الرئيسية في المنطقة هي دودلي، ولكنها تشمل أيضًا المدن الخارجية مثل برييرلي هيل، هاليسوين، كينغسوينفورد، لاي، نيثيرتون، سيدجلي، وستوربريدج.
تحد المنطقة ساندويل من الشرق، ومدينة برمنغهام من الجنوب الشرقي، وبرومسغروف من الجنوب في ورشستر، وجنوب ستافوردشاير من الغرب، ومدينة وولفرهامبتون من الشمال.

## التاريخ
تم إنشاء منطقة دودلي الحضرية في عام 1974 من المناطق الحالية دودلي، وبلدية ستوربريدج وبلدية هاليسوين. وقد سبق ذلك إعادة تنظيم سابقة في عام 1966، وفقًا لأحكام قانون الحكومة المحلية 1958، والتي شهدت توسع المناطق الثلاث من خلال إلغاء المقاطعات الحضرية المحيطة مثل أمبلكوت، برييرلي هيل، كوسلي، وسيدجلي؛ والبلديات تيبتون، أولدبري، ورويلي ريجيس.
في البداية، كانت المنطقة لديها نظام حكومة محلية من مستويين، حيث تشارك المجلس البلدي السلطة مع مجلس مقاطعة ميدلاند الغربية. في عام 1986، تم إلغاء مجالس المقاطعات الحضرية بموجب قانون الحكومة المحلية 1985، وأصبحت دودلي بشكل فعال سلطة مركزية.

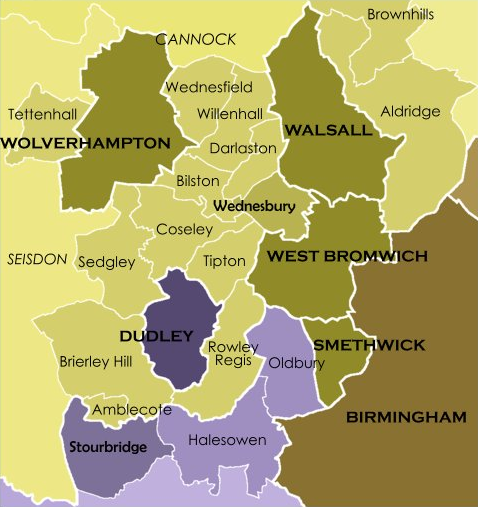
هيكل الحكومة المحلية في شمال ورشستر وجنوب ستافوردشاير – قبل إعادة التنظيم بموجب أمر ميدلاند الغربية 1965

## الحكومة
يقع المقر الرئيسي لمجلس دودلي في وسط مدينة دودلي، بالإضافة إلى مكاتب أصغر في جميع أنحاء المنطقة. يتكون المجلس من 72 مستشارًا يمثلون 24 دائرة انتخابية.
عند تشكيلها في عام 1974، كانت منطقة دودلي الحضرية تحت سيطرة حزب العمال. ومنذ ذلك الحين، تغيرت الأحزاب المسيطرة بشكل متكرر، وفي بعض الأحيان لم يكن لأي حزب سياسي أغلبية واضحة.
بعد الانتخابات المحلية في مايو 2024، عاد المجلس إلى حالة عدم وجود سيطرة عامة.

### العمدة
يعمل عمدة المنطقة كمواطن أول في المنطقة، حيث يحضر العديد من الفعاليات المدنية والاحتفالية لتمثيل المجلس. يتم انتخاب العمدة في الاجتماع السنوي للمجلس ويخدم طوال العام البلدي حتى الاجتماع السنوي التالي.
كجزء من سلطة ميدلاند الغربية المشتركة، تخدم دودلي أيضًا من قبل عمدة ميدلاند الغربية.

### الأحياء
تمثل كل واحدة من الأحياء الـ 24 في منطقة دودلي بواسطة 3 مستشارين.
| اسم الحي                       | السكان (تعداد 2021) | التغير منذ تعداد 2011 | الكثافة السكانية (نسمة لكل كيلومتر مربع) |
| ------------------------------ | ------------------- | --------------------- | ---------------------------------------- |
| أمبلكوت                        | 12,927              | انخفاض (-466)         | 4,320.8                                  |
| بيل فالي                       | 14,291              | زيادة (+807)          | 4,369.8                                  |
| برييرلي هيل                    | 15,016              | زيادة (+1,081)        | 3,463.6                                  |
| بروكمور وبنسنت                 | 14,726              | زيادة (+1,803)        | 2,798.5                                  |
| كاسل وبريوري                   | 17,029              | زيادة (+3,290)        | 3,776.4                                  |
| كوسلي الشرقية                  | 13,409              | زيادة (+1,052)        | 4,165.6                                  |
| كرادلي وولسكوت                 | 13,730              | زيادة (+290)          | 3,287.0                                  |
| غورنال                         | 13,354              | زيادة (+362)          | 2,854.4                                  |
| هاليسوين الشمالية              | 13,359              | زيادة (+1,186)        | 3,287.1                                  |
| هاليسوين الجنوبية              | 12,245              | زيادة (+86)           | 1,747.9                                  |
| هايلي غرين وكرادلي الجنوبية    | 11,980              | زيادة (+118)          | 2,638.0                                  |
| كينغسوينفورد الشمالية ووال هيث | 11,853              | انخفاض (-708)         | 2,816.7                                  |
| كينغسوينفورد الجنوبية          | 12,647              | زيادة (+17)           | 3,787.0                                  |
| لاي وستوربريدج الشمالية        | 12,467              | زيادة (+118)          | 3,629.0                                  |
| نيثيرتون، وودسايد وسانت أندروز | 14,909              | انخفاض (-108)         | 2,819.8                                  |
| نورتون                         | 11,856              | زيادة (+15)           | 2,082.3                                  |
| بيدمور وستوربريدج الشرقية      | 12,284              | انخفاض (-187)         | 2,656.9                                  |
| كواراي بانك ودودلي وود         | 13,667              | زيادة (+226)          | 3,830.9                                  |
| سانت جيمس                      | 14,242              | زيادة (+29)           | 4,115.9                                  |
| سانت توماس                     | 16,285              | زيادة (+1,891)        | 4,832.5                                  |
| سيدجلي                         | 11,750              | انخفاض (-337)         | 3,118.2                                  |
| أوبر غورنال ووودستون           | 13,592              | انخفاض (-201)         | 4,134.4                                  |
| وولاستون وستوربريدج تاون       | 13,429              | زيادة (+337)          | 4,603.1                                  |
| ووردسلي                        | 12,440              | انخفاض (-412)         | 4,225.1                                  |
| المصدر: بيانات تعداد ONS 2021  |                     |                       |                                          |

### الديموغرافيا
في تعداد 2021، بلغ إجمالي سكان منطقة دودلي الحضرية 323,488 نسمة، بزيادة قدرها 10,563 نسمة عن تعداد 2011. بلغت الكثافة السكانية 3,320.4 نسمة لكل كيلومتر مربع مقارنة بكثافة سكان منطقة ميدلاند الغربية البالغة 457.8 نسمة لكل كيلومتر مربع.
84.9% من سكان دودلي عرّفوا أنفسهم كبيض، مع 82.4% عرّفوا أنفسهم كبريطانيين بيض، و0.3% كأيرلنديين بيض، و2.1% كبيض آخرين. كانت المجموعة العرقية الثانية هي الآسيويون وبريطانيون آسيويون، حيث شكلوا 8.4% من السكان (زيادة من 2011 حيث كانت النسبة 6.1%). شكل السود والبريطانيون السود 2.5% من سكان المنطقة (زيادة من 2011 حيث كانت النسبة 1.5%).
أظهرت الإحصاءات حول المعتقدات الدينية أن 49.3% من السكان يعرّفون أنفسهم كمسيحيين (65.3% في 2011)، مع كون المجموعة الدينية الثانية هي المسلمون، بنسبة 6.2% (4.1% في 2011). وعرّف 36% أنفسهم بأنهم لا ينتمون إلى أي دين.
بلغت نسبة البطالة بين الأشخاص الذين تبلغ أعمارهم 16 عامًا فأكثر في المنطقة 3.8%، وهي أعلى قليلاً من المتوسط الوطني البالغ 3.5%. وكان 41.1% من الأشخاص الذين تبلغ أعمارهم 16 عامًا فأكثر غير نشطين اقتصاديًا، يتألفون من 24.3% متقاعدين، و5.2% يعتنون بالمنازل أو العائلة، و4.5% مرضى أو معاقين على المدى الطويل، و4.2% طلاب، و3.0% غير نشطين اقتصاديًا لأسباب أخرى.
| تعداد المملكة المتحدة 2021 | منطقة دودلي | منطقة ميدلاند الغربية | إنجلترا    |
| -------------------------- | ----------- | --------------------- | ---------- |
| إجمالي السكان              | 323,488     | 5,950,757             | 56,490,048 |
| مسيحيون                    | 49.3%       | 46.6%                 | 46.3%      |
| بوذيون                     | 0.2%        | 0.3%                  | 0.5%       |
| هندوس                      | 0.7%        | 1.5%                  | 1.8%       |
| يهود                       | 0.0%        | 0.1%                  | 0.5%       |
| مسلمون                     | 6.2%        | 9.6%                  | 6.7%       |
| سيخ                        | 1.6%        | 2.9%                  | 0.9%       |
| أخرى                       | 0.5%        | 0.5%                  | 0.6%       |
| بلا دين                    | 36.0%       | 32.9%                 | 36.7%      |
| لم يحدد                    | 5.5%        | 5.7%                  | 6.0%       |
| المصدر: تعداد ONS 2021     |             |                       |            |

## الاقتصاد
كجزء من البلد الأسود، كانت دودلي تقليديًا مركزًا صناعيًا للتصنيع، المحاجر، والتعدين، على الرغم من أن هذا التراجع في السنوات الأخيرة، مع تحول التركيز نحو قطاع الخدمات (الذي يمثل 79.1% من العمالة) والسياحة. على الرغم من ذلك، لا تزال هناك العديد من المواقع الصناعية الكبيرة حول المنطقة، مثل عقار بينسنت التجاري، حيث تشكل الصناعات التحويلية 15.3% من العمالة.

تكتسي السياحة أهمية متزايدة للاقتصاد المحلي، حيث يعمل حوالي 6,600 شخص في هذا القطاع. تجذب معالم مثل متحف البلد الأسود الحي وحديقة حيوانات دودلي مئات الآلاف من الزوار كل عام.

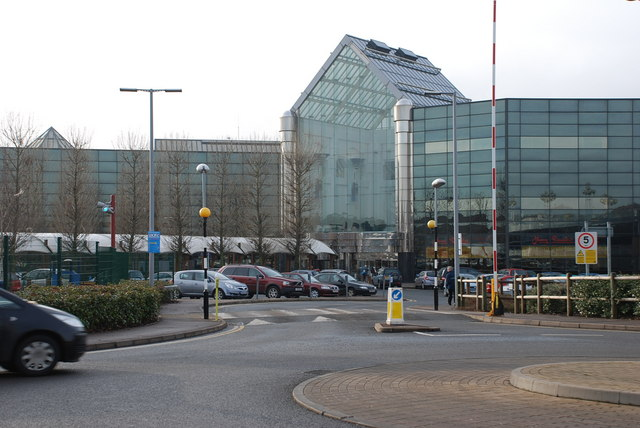
يعد مركز ميري هيل للتسوق واحدًا من أكبر مراكز التسوق في المملكة المتحدة

يعد مركز ميري هيل للتسوق في برييرلي هيل واحدًا من أكبر مراكز التسوق في المملكة المتحدة وهو المركز التجاري الرئيسي في المنطقة، حيث يستقبل في المتوسط 23.5 مليون زائر سنويًا، ويضم فروعًا للعديد من تجار التجزئة الكبار بما في ذلك بريمارك، ماركس آند سبنسر، ونيكست.
تشمل جهات التوظيف الكبيرة الأخرى في المنطقة جيه سي ديكو المملكة المتحدة، التي يقع مكتبها الإقليمي في برمنغهام في هاليسوين، رينتوكيل إنيتشال، وميدثيرم للهندسة.

## السياحة واقتصاد الزوار
تتمتع منطقة دودلي بزيادة في العرض السياحي، حيث تم الاعتراف بمعالم مثل حديقة البلد الأسود الجيولوجية في عام 2020 ومتحف ستوربريدج للزجاج المقرر افتتاحه في عام 2022. تعد السياحة واقتصاد الزوار قطاعًا مهمًا للمنطقة، حيث تدعم حوالي 8,000 وظيفة.
تعتمد العديد من المعالم السياحية في المنطقة على التراث الصناعي للمنطقة. على سبيل المثال، كونة البيت الأحمر هي هيكل أصلي من صناعة الزجاج في ستوربريدغ في القرن الثامن عشر. يشمل الموقع استوديوهات المصممين، المعارض، واستوديو الزجاج الساخن. كما يضم حي ستوربريدغ للزجاج نقابة الدانتيل، مركز تراث الزجاج ويستضيف المهرجان الدولي للزجاج كل عامين، آخرها في عام 2019 مع تأجيل مهرجان 2021 إلى عام 2022 بسبب جائحة كوفيد-19.
تعد منطقة كاستل هيل في دودلي أيضًا مركزًا للمعالم السياحية بما في ذلك متحف البلد الأسود الحي وصندوق القناة والنفق. حدائق حيوانات دودلي، التي تقع أيضًا في هذه المنطقة، هي ثاني أكثر المعالم السياحية المدفوعة زيارة في ميدلاند الغربية. أصبح مركز الأرشيف والتاريخ المحلي أيضًا موطنًا لمتحف دودلي الذي تديره المجلس. المتحف هو أيضًا المقر الرئيسي لحديقة البلد الأسود الجيولوجية.
إلى جانب المواقع المعترف بها كجزء من الحديقة الجيولوجية، تضم المنطقة سبع محميات طبيعية والعديد من المتنزهات التي تساهم في مساحاتها الخضراء. في عام 2021، حصلت سبعة مواقع في المنطقة على جائزة العلم الأخضر (متنزه بافري، متنزه هانتينغتري، متنزه ماري ستيفنز، متنزه بريوري، ذا ليزوز، محمية رينز نست الوطنية ومحمية سالت ويلز الوطنية). كما حصل متنزه ماري ستيفنز ومتنزه بريوري على وضع موقع التراث الأخضر، مع الاعتراف بحدائق آبي رود المجتمعية بجائزة العلم الأخضر المجتمعية.
على الرغم من عدم وجودها ضمن حدود منطقة دودلي، فإن قاعة هيملي والحديقة مملوكة وتديرها مجلس منطقة دودلي الحضرية. بالإضافة إلى 180 فدانًا من الحدائق المناظرية التي صممها كابابيليتي براون، تضم القاعة مساحة معارض وهي مكان لإقامة حفلات الزفاف.

## التجديد
شهدت منطقة دودلي الحضرية العديد من التطورات الكبيرة في القطاعين العام والخاص منذ إنشائها في عام 1974.
أدى إغلاق مصنع روند أوك للصلب في ديسمبر 1982 إلى تمهيد الطريق لإنشاء مركز ميري هيل للتسوق على الأراضي الزراعية المجاورة بين عامي 1985 و1989. تم تطوير مجمع الواجهة المائية للترفيه والأعمال على موقع المصنع نفسه بين عامي 1989 و1995.
تم تطوير عقار بينسنت التجاري في كينغسوينفورد منذ الستينيات ليكون موطنًا للصناعات الخفيفة والخدمات بشكل أساسي.
تم إعادة تطوير مركز مدينة هاليسوين بشكل كبير في عامي 2007/2008، حيث تم إعادة بناء محطة الحافلات وهدم جزء من منطقة التسوق التي تعود إلى الستينيات لإنشاء متجر أسدا الكبير.
شهدت إعادة تطوير مماثلة لمركز مدينة ستوربريدج في عامي 2011/2012 إعادة بناء معظم مركز كراون بالكامل ليشمل متجر تيسكو الكبير الجديد.
هناك حاليًا عدة مشاريع تجديد كبرى في جميع أنحاء المنطقة. تشمل مشاريع البنية التحتية الهامة محطة نقل دودلي الجديدة وامتداد مترو ميدلاند الغربية من ويدنزبري إلى برييرلي هيل. سيصل امتداد المترو البالغ طوله 11 كم دودلي وميري هيل وبرييرلي هيل بشبكة المترو وبالتالي بخط HS2 المقترح. من المتوقع افتتاح المرحلة الأولى إلى مركز مدينة دودلي لخدمات الركاب في عام 2024. ستقوم المرحلة الثانية بعد ذلك بتمديد الخط إلى برييرلي هيل، مع إنهاءه في شارع كوتيج في مركز المدينة بعد تمويل إضافي بقيمة 60 مليون جنيه إسترليني من الحكومة المركزية.
تجمع مشاريع التجديد حول منطقة كاستل هيل بين الابتكار والتعليم. افتتح معهد البلد الأسود ومارشيز للتكنولوجيا في سبتمبر 2021 ويركز على تقديم دورات عالية المستوى في التصنيع والهندسة، والهندسة الطبية، ومنهجيات البناء الحديثة والتقنيات الرقمية. سيقدم مركز الابتكار الوطني للقطارات الخفيفة جدًا (VLR) منشأة بحثية لتطوير تقنيات ومشاريع VLR. سيعيد المركز تطوير موقع محطة سكة حديد دودلي السابقة ويعيد ربط المدينة بشبكة السكك الحديدية الوطنية.
تم إطلاق منطقة DY5 للأعمال والابتكار في عام 2017 بهدف إنشاء 7,000 وظيفة جديدة على مدى 25 عامًا. تقع المنطقة حول منطقة برييرلي هيل.
برنامج تراث المناظر الطبيعية في دودلي هو برنامج مستمر لتحسين المباني التاريخية في مركز مدينة دودلي. استمرت المرحلة الأولى من 2008 إلى 2015، والمرحلة الثانية من 2017 إلى 2023. بدأت المرحلة الثانية بعد منحة بقيمة 1.2 مليون جنيه إسترليني من صندوق اليانصيب الوطني للتراث. كجزء من البرنامج، تم تحديد المباني التاريخية وإصلاحها أو ترميمها. كما تم تطوير مسارات تراثية وأيام مفتوحة. بالإضافة إلى ذلك، تم اقتراح تطوير إضافي لموقع متحف دودلي ومعرض الفنون السابق كجزء من مخطط بقيمة 4 ملايين جنيه إسترليني. تم تحويل محكمة الجلسات السابقة في نفس المجمع من المباني إلى مطعم بروكس بيسترو. تم تسمية المطعم على اسم بروك روبنسون الذي كان عضوًا سابقًا في البرلمان وطبيب شرعي في دودلي وترك وصية أدت إلى بناء مبنى المتحف ومعرض الفنون السابق، وقاعة المدينة، ومحكمة الطب الشرعي.

## الإسكان
تم بناء القليل نسبيًا من مساكن المجلس الجديدة في المنطقة منذ أوائل الثمانينيات، حيث تم بناء معظم مشاريع الإسكان الاجتماعي الجديدة منذ ذلك الحين بواسطة جمعيات الإسكان. تم تجديد معظم المساكن الخاصة القديمة في المنطقة بدلاً من هدمها خلال هذه الفترة. ومع ذلك، كانت هناك عدد من برامج إعادة التطوير التي شملت مساكن المجلس من القرن العشرين. في يوليو 1999، تم هدم أربعة من أبراج المنطقة (اثنان في إيف هيل في دودلي واثنان في تانهوس في هاليسوين) في عطلات نهاية أسبوع متتالية باستخدام تفجيرات مُتحكم بها. بعد عامين، تم هدم برجين آخرين في كوينز كروس في دودلي باستخدام نفس الطريقة. من المقرر هدم أربعة أبراج في نيثيرتون في عامي 2017/2018. في عام 2009، تم هدم 266 منزلًا في عقار بريوري الذي يعود معظمه إلى الثلاثينيات في دودلي، وتم لاحقًا إعادة تطوير الأرض بمساكن جديدة. في منتصف التسعينيات، خضع عقار رينز نست المجاور لعملية تجديد واسعة النطاق بالإضافة إلى تحسين المرافق المجتمعية في مشروع متعدد الملايين من الجنيهات تم تمويله من قبل الاتحاد الأوروبي. تم هدم أربعة مبانٍ من الشقق المنخفضة في العقار كجزء من عملية التجديد.
منذ عام 2017، تم بناء مشاريع صغيرة من مساكن المجلس، بما في ذلك البيوت المنفصلة والمساكن والشقق المنخفضة. تم تصميم بعض العقارات لاستيعاب الأشخاص ذوي الاحتياجات الجسدية الخاصة أو أولئك الذين يحتاجون إلى سكن مدعوم. تم بناء المنازل في جميع أنحاء المنطقة (برييرلي هيل، كوسلي، دودلي، هاليسوين، كينغسوينفورد، غورنال السفلى، سيدجلي وستوربريدج). خلال هذه الفترة، قام مجلس دودلي أيضًا ببناء عدد من المنازل للبيع الخاص.
في نوفمبر 2021، تم تسمية مجلس دودلي بباني العام (فئة المنظمات التي تمتلك 16,000 منزل أو أكثر) في جوائز الإسكان البريطانية التي تنظمها Inside Housing.

## التعليم

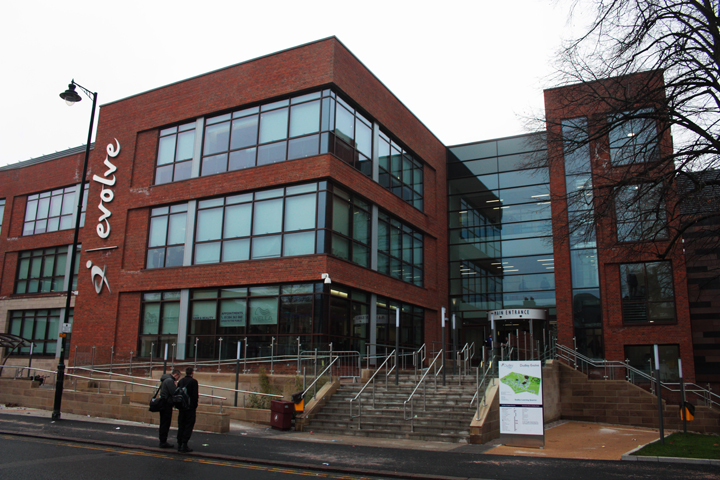
حرم إيفولف في كلية دودلي

### التعليم العالي
يوجد في منطقة دودلي كليتان للتعليم العالي: كلية دودلي للتكنولوجيا، كلية هاليسوين للتعليم العالي. كما تضم المنطقة أيضًا كلية الملك إدوارد السادس في ستوربريدج، والتي كانت في الأصل مدرسة ثانوية تأسست في عام 1552، وتحولت إلى مركز للتعليم ما بعد 16 عامًا في عام 1976. تقدم عدد قليل من المدارس الثانوية في المنطقة مرافق للتعليم ما بعد 16 عامًا، بينما كانت عدة مدارس أخرى تفعل ذلك حتى بداية التسعينيات عندما قررت السلطة المحلية تركيز التعليم ما بعد 16 عامًا في كليات التعليم العالي.
في مارس 2011، أعلنت كلية إيتون وStar Academies عن نيتها افتتاح واحدة من ثلاث كليات للتعليم ما بعد 16 عامًا في دودلي، بشرط الحصول على تمويل من خلال برنامج المدارس الحرة التابع لوزارة التعليم.
منذ إغلاق جامعة ولفرهامبتون لحرمها في دودلي في عام 2002، أصبحت منطقة دودلي الحضرية أكبر منطقة في المملكة المتحدة بدون جامعة خاصة بها. تقوم عدة مشاريع في منطقة كاستل هيل في دادل بالربط مع الجامعات المحلية. تم افتتاح معهد البلد الأسود ومارشيز للتكنولوجيا في سبتمبر 2021، مع التركيز على دورات الهندسة العليا، ويشترك في الشراكة مع كلية دودلي للتكنولوجيا، جامعة ولفرهامبتون، جامعة ووستر، In-Comm Training Services Limited وAvensys UK Limited. من المقرر افتتاح مركز التعليم العالي للصحة والرعاية كشراكة بين كلية دودلي للتكنولوجيا وجامعة ووستر ومن المتوقع أن يفتح في خريف 2024.

### التعليم الابتدائي والثانوي
يوجد 104 مدرسة تابعة لمجلس دودلي: 78 مدرسة ابتدائية، 40 منها تشمل وحدة حضانة (24 مدرسة ابتدائية أكاديمية)؛ 19 مدرسة ثانوية (منها 15 مدرسة ثانوية أكاديمية) و7 مدارس خاصة. ينتقل التلاميذ إلى المدرسة الثانوية في سن 11 عامًا، على الرغم من أنه بين عامي 1972 و1990 كان التلاميذ في شمال المنطقة ينتقلون إلى المدرسة الثانوية في سن 12 عامًا، ومن 1972 إلى 1982 كان هناك نظام تعليمي من ثلاث مراحل في هاليسوين حيث يدخل التلاميذ المدرسة الأولى في سن 5 سنوات، والمدرسة المتوسطة في سن 9 سنوات، والمدرسة الثانوية في سن 13 عامًا.
كانت المنطقة تضم أكثر من 30 مدرسة ثانوية عند إنشائها، على الرغم من أن هذا العدد انخفض بسرعة نتيجة لإدخال النظام الشامل بعد عام واحد، مما أدى إلى دمج أو إغلاق عدد من المدارس.
بحلول سبتمبر 1990، انخفض عدد المدارس الثانوية في المنطقة إلى 22 نتيجة لإغلاق مدرستي جيلبرت كلوتون ومونز هيل ودمج مدرستي هاي بارك ولونجلاندز في ستوربريدج لتشكيل مدرسة ريدجوود هاي. قبل عام من ذلك، تم تشكيل مدرسة كاسل هاي في مركز مدينة دودلي من دمج مدرسة دودلي ومدرسة بلو كوت؛ كما استقبلت هذه المدرسة الجديدة بعض التلاميذ من مدرستي جيلبرت كلوتون ومونز هيل السابقتين. شهدت الثمانينيات أيضًا إغلاق بعض المدارس الابتدائية الأقل شعبية والأصغر في المنطقة، حيث تم هدم معظم المباني القديمة وتحويل المباني الأكثر حداثة للاستخدام المجتمعي.
أدى إغلاق مدرسة كرادلي هاي في هاليسوين في يوليو 2008 إلى انخفاض عدد المدارس الثانوية في المنطقة إلى 21، ثم إلى 20 مع إغلاق مدرسة بينسنت هاي في يوليو 2012، وإلى 19 عند إغلاق مدرسة كوسلي بعد خمس سنوات.
عند تشكيل منطقة دودلي الحضرية، كانت العديد من المدارس الابتدائية موجودة كمدارس منفصلة للرضع والصفوف الأولى أو المدارس الأولى والمتوسطة، ولكن بحلول عام 1990 تم دمج جميع المدارس المنفصلة تقريبًا لإنشاء مدارس ابتدائية كاملة، حيث كانت آخر مدرسة منفصلة للرضع والصفوف الأولى يتم دمجها هي ريد هول في غورنال السفلى في يناير 1997.
لا توجد مدارس ثانوية انتقائية في المنطقة، حيث تكون جميع المدارس الحكومية شاملة، وهو النظام الذي أصبح عالميًا في المنطقة منذ منتصف السبعينيات. كانت المدارس الثانوية الانتقائية السابقة في المنطقة هي مدرسة دودلي للبنين ومدرسة البنات العليا (تم دمجها مع مدرسة بارك الثانوية الحديثة في عام 1975 لتشكيل مدرسة دودلي، التي اندمجت لاحقًا مع مدرسة بلو كوت لتشكيل كاسل هاي في عام 1989)، ومدرسة السير جيلبرت كلوتون الثانوية في دودلي (التي تبنت النظام الشامل في عام 1975 قبل إغلاقها في عام 1990)، ومدرسة برييرلي هيل الثانوية (التي تقع في كينغسوينفورد؛ وهي معروفة الآن باسم مدرسة كريستوود منذ تبنيها النظام الشامل)، ومدرسة الملك إدوارد السادس للبنين في ستوربريدج (التي أصبحت الآن كلية مختلطة للتعليم ما بعد 16 عامًا)، ومدرسة ستوربريدج للبنات (التي اندمجت مع مدرسة البنين الثانوية ومدرسة فالي رود الثانوية الحديثة لتشكيل مدرسة ريدهيل)، ومدرسة هاليسوين الثانوية (التي اندمجت مع مدرسة هاليسوين الفنية لتشكيل مدرسة إيرلز هاي)، ومدرسة هاي أركال الثانوية في سيدجلي (التي بقيت كمدرسة شاملة).
المدرسة المستقلة الوحيدة في المنطقة هي مدرسة إلمفيلد رودولف شتاينر في ستوربريدج، التي تتبع منهج مدرسة فالدورف.
مدرسة مستشفى أولد سوينفورد في ستوربريدج هي واحدة من 34 مدرسة داخلية ممولة من الدولة في إنجلترا، حيث يتم تمويل التعليم من قبل سلطة التعليم المحلية (LEA).

## الرعاية الصحية
المستشفى الرئيسي التابع لهيئة الخدمات الصحية الوطنية الذي يخدم المنطقة هو مستشفى راسلز هول، الواقع جنوب مركز مدينة دودلي. بعد توسعة كبيرة للمستشفى في عام 2005، تم نقل جميع خدمات المرضى الداخليين إلى الموقع من مستشفيات أصغر حول المنطقة، مما أدى إلى إغلاق مستشفى ووردسلي، وتحويل مستشفى جيست ومستشفى كوربيت إلى مراكز للمرضى الخارجيين.

تُقدم الرعاية النفسية في مستشفى بوشي فيلدز، الواقع بجوار مستشفى راسلز هول.

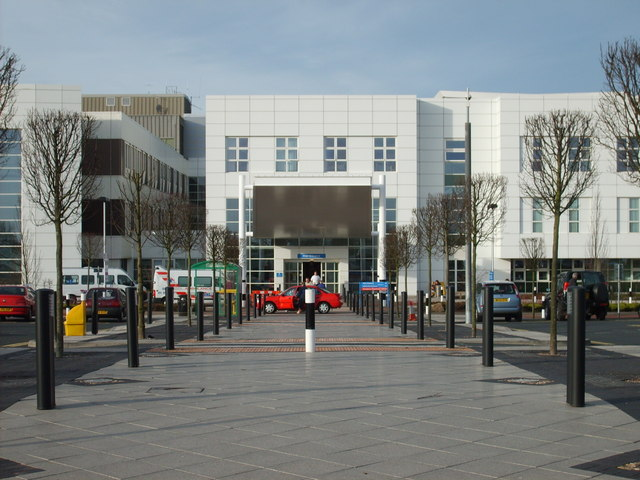
مستشفى راسلز هول

انظر أيضًا الرعاية الصحية في ميدلاند الغربية.

## المناطق المحلية
انظر قائمة المناطق في دودلي

## حرية المنطقة
تم منح حرية منطقة دودلي للأشخاص والوحدات العسكرية والمنظمات والمجموعات التالية. يتم عرض قائمة الأحرار في مبنى المجلس على الألواح الخشبية عند مدخل قاعة المجلس.

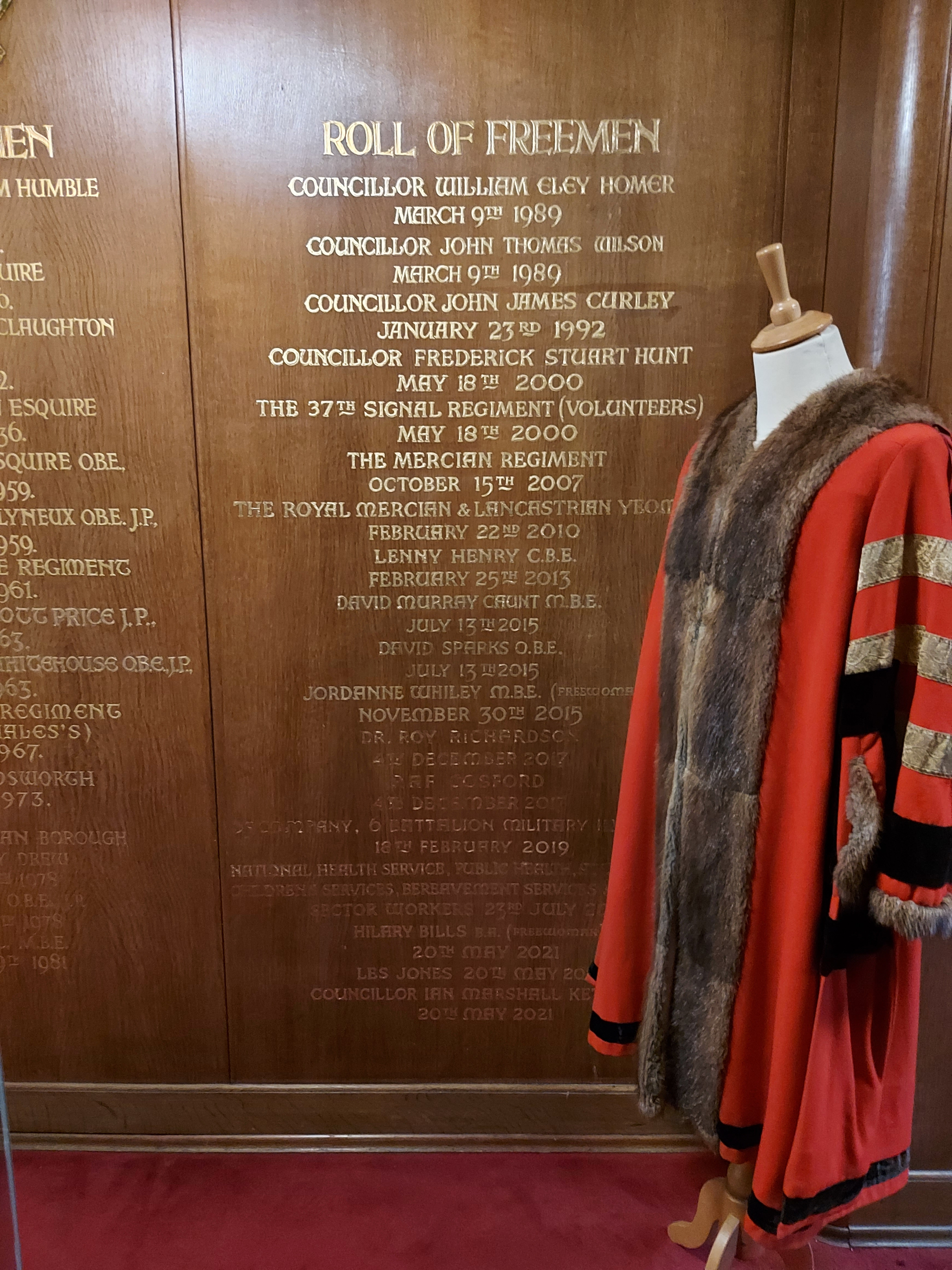
مثال على الألواح التي تسرد قائمة الأحرار في مبنى مجلس دودلي

### الأفراد
- ويليام هامبل، إيرل دودلي: 10 يناير 1899
- بروك روبنسون: 11 سبتمبر 1906
- السير جيلبرت هنري كلوتون، البارونيت: 9 نوفمبر 1912
- إدوين جون طومسون: 24 نوفمبر 1936
- جون هاري مولينيو: 24 فبراير 1959
- جون كولكوت برايس: 23 أبريل 1963
- هاري كليفورد وايتهاوس: 23 أبريل 1963
- بيرسي ديل وادزورث: 25 أبريل 1973
- بيرت بيسيل: 19 فبراير 1981
- ويليام إيلي هومر: 9 مارس 1989
- جون توماس ويلسون: 9 مارس 1989
- جون جيمس كورلي: 23 يناير 1992
- فريدريك ستيوارت هانت: 18 مايو 2000
- السير ليني هنري: 25 فبراير 2013.[59][60][61]
- ديفيد موراي كونت: 13 يوليو 2015
- ديفيد سباركس: 13 يوليو 2015
- جوردان وايلي: 30 نوفمبر 2015.[62]
- روي ريتشاردسون: 4 ديسمبر 2017[63][64]
- هيلاري بيلز: 20 مايو 2021
- ليز جونز: 20 مايو 2021
- إيان مارشال كيتل: 20 مايو 2021

### الوحدات العسكرية
- فوج ورشستر: 8 أبريل 1961
- فوج ستافوردشاير (أمير ويلز): 29 أبريل 1967
- فوج ميرسيان: 15 أكتوبر 2007
- فوج رويال ميرسيان ولانكاستريان يومانري: 22 فبراير 2010
- فوج رويال ميرسيان ولانكاستريان يومانري (TA): 30 يونيو 2012[65]
- قاعدة كوسفورد الجوية: 4 ديسمبر 2017[66]
- شركة 63، كتيبة 6، شركة الاستخبارات العسكرية فيلق الاستخبارات: 18 فبراير 2019.[67]

### المنظمات والمجموعات
- خدمة الصحة الوطنية، الصحة العامة، خدمات البالغين، خدمات الأطفال، خدمات الحداد والعاملين في قطاع الرعاية: 23 يوليو 2020

## روابط خارجية
- Dudley Borough Wards